# Апостольский экзархат Константинополя
Апостольский экзархат Константинополя (лат. Exarchatus Apostolicus Constantinopolitanus) — экзархат Греческой католической церкви с центром в городе Стамбул, Турция. Апостольский экзархат Константинополя объединяет греков-католиков византийского обряда и распространяет свою юрисдикцию на всю территорию Турции.

## История
11 июня 1911 года Святой Престол учредил апостольский экзархат Константонополя для греков-католиков, проживающих на всей территории страны.

## Ординарии экзархата
- епископ Георгий Калавасси (13.07.1920 — 11.06.1932) — назначен экзархом Греции;
- епископ Дионисий Леонид Варухас (11.06.1932 — 28.01.1957);
- вакансия.

## Источник
- Annuario Pontificio, Libreria Editrice Vaticana, Città del Vaticano, 2003, ISBN 88-209-7422-3.